# Чамзинка (Атяшевский район)
Чамзинка — деревня в Атяшевском районе Республики Мордовия. Входит в состав Атяшевского сельского поселения.

## География
Деревня находится на берегу реки Пичинейка (приток реки Вечерлейка).

## История
Впервые упоминается в 1671 году в генеральной переписи мордвы Алатырского уезда как деревня Чамзина Верхосурского стана. В «Списке населённых мест Симбирской губернии за 1863 год» — удельная деревня в составе Ардатовского уезда, состоящая из 20 дворов.

## Население
| 2002 | 2010 |
| ---- | ---- |
| 30   | ↘25  |

### Национальный состав
Согласно результатам переписи 2002 года, в национальной структуре населения русские составляли 90 %.